# Brácaros

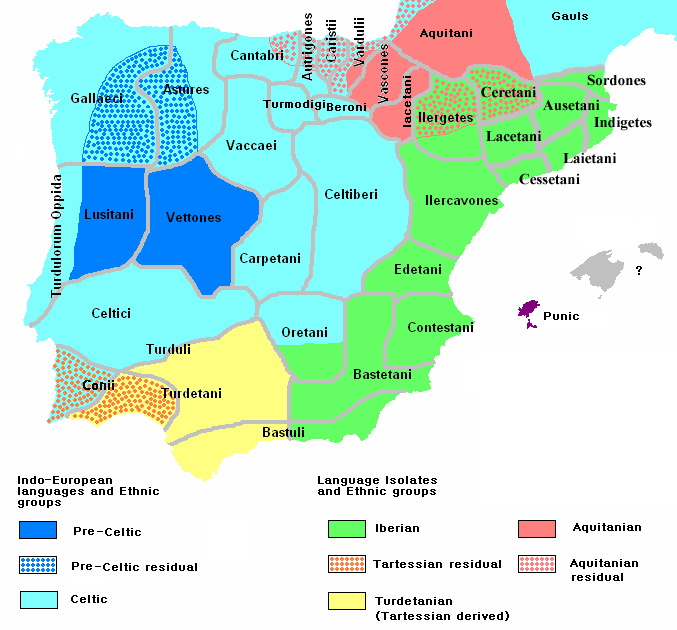
La péninsule ibérique vers 200 av. J.-C.

Les Brácaros (latinisé en Bracari) ou Bracares étaient un peuple celte de la péninsule Ibérique, situé au nord-ouest de la péninsule ibérique, localisé sur le territoire qui allait devenir la Gallaecia, resté ensuite sur le territoire du nord du Portugal. Ils ont donné leur nom à la ville de Braga (District de Braga), connue à l’époque de l’occupation romaine sous le nom de Bracara Augusta.

## Protohistoire
Les Bracari sont mentionnés dans deux sources du Ier siècle :
- Pline l'Ancien, Histoire naturelle, Livre III, 18 ;
- Ptolémée, Géographie, Livre II, 6.

## Époque romaine

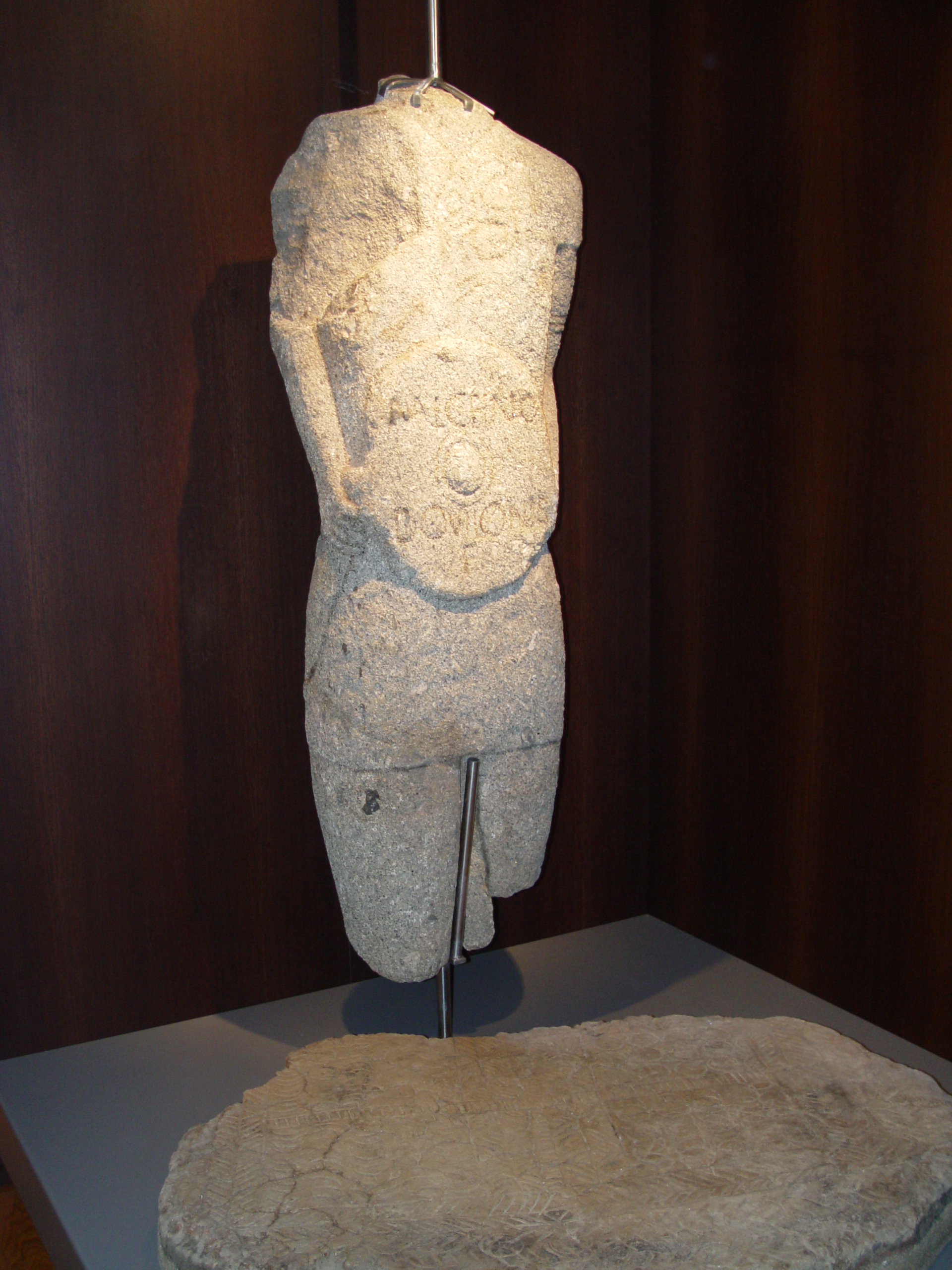
Statue de guerrier conservée au musée D.Diogo de Sousa à Braga, le bouclier porte l'inscription latine « Malceino / Dovilonis / f(ilio) » (Malceino fils de Dovilonis) (AE 1985, 753)

La région ne fut véritablement intégrée à l'empire romain qu'après les longues et difficile guerres cantabres du règne d'Auguste. La fondation de Bracara Augusta, cité et chef lieu de conventus constitua un élément essentiel de la romanisation de la région. Plusieurs statues de guerriers portant des inscriptions latines constituent un témoignage sur ce processus tout en illustrant les valeurs aristocratiques et martiales des Bracari. Les Bracari fournirent par la suite une importante contribution aux troupes auxiliaires de l'armée romaine.

## Sources
- Venceslas Kruta, Les Celtes, Histoire et Dictionnaire, Éditions Robert Laffont, coll. « Bouquins », Paris, 2000,  (ISBN 2-7028-6261-6).
- John Haywood (intr. Barry Cunliffe, trad. Colette Stévanovitch), Atlas historique des Celtes, éditions Autrement, Paris, 2002,  (ISBN 2-7467-0187-1).
- Consulter aussi la bibliographie sur les Celtes et la bibliographie de la mythologie celtique.